# Малов, Иван Фёдорович
Ива́н Фёдорович Мало́в (сентябрь 1907, Тверской уезд, Тверская губерния — 1 декабря 1943, Климово, Орловская область) — советский оператор игрового и документального кино, фронтовой кинооператор в годы Великой Отечественной войны.

## Биография

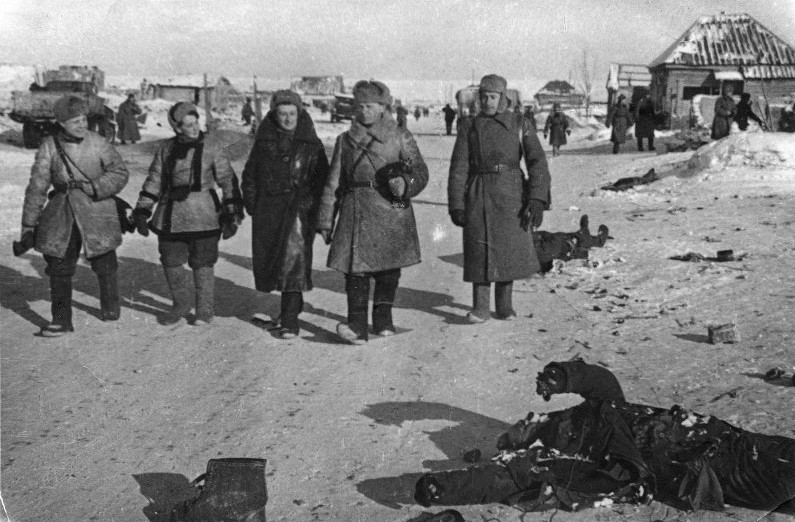
Военные корреспонденты газеты «Сталинский удар» в п. Городище под Сталинградом, зима 1943 года. Крайний справа - И. Ф. Малов

Родился в сентябре 1907 года в деревне Свезево Тверского уезда (ныне — Кашинский городской округ) в большой крестьянской семье, растившей семерых детей. В 1908 году Маловы перебрались в Москву и Иван учился в средней школе № 3 Замоскворецкого района, девять классов которой окончил в 1924 году.
В 1926 году поступил в Государственный техникум кинематографии (Государственный институт кинематографии — с 1930 года). С 1928 года работал осветителем, фотографом, публиковался в журнале «Тридцать дней» и других изданиях.
в 1931 году после окончания операторского факультета института был принят на студию «Межрабпомфильм» (в 1936 году студия была реорганизована в «Союздетфильм»). В качестве помощника оператора работал на картине «Друзья совести» / «Пылающий Рур»/ «Восстание в Руре» (1932), ассистентом оператора на «Любовь и ненависть» (1935), «О странностях любви» (1936; фильм не был выпущен). В качестве второго оператора участвовал в создании кинотрилогии «Детство Горького» (1938), «В людях» (1939), «Мои университеты» (1940). Был тарифицирован вторым оператором в 1939 году.
Осенью 1941 года вместе с киностудией «Союздетфильм» и семьёй был отправлен в эвакуацию в Сталинабад, где с 1942 года работал оператором кинохроники на Сталинабадской студии художественных фильмов. В июне 1942 года Сталинабадским военкоматом был призван в Красную армию и отправлен на Донской фронт. Согласно воспоминаниям фронтовых коллег, во время боёв под Сталинградом он случайно повстречался с фронтовыми кинооператорами и вскоре был переведён во фронтовую киногруппу.

Наша фронтовая киногруппа нуждалась в операторах, и мы решили обратиться к командующему 62-й армии генералу Чуйкову с просьбой передать нам в помощники солдата Ивана Малова, бывшего кинооператора студии «Детфильм».
— Михаил Посельский, «Киноведческие записки» № 72 2005

По просьбе руководителя киногруппы Александра Степановича Кузнецова Малова отозвал из армии начальник Политуправления генерал Галаджев.
— Владимир Томберг, «В тылу и на фронте» 2003
С 1942 года Малов во фронтовой киногруппе Донского фронта, где долгое время работал в паре с Михаилом Посельским.
…мы старались помочь товарищу поскорее освоиться в киногруппе. Например, добыли ему в подарок сапоги — очень уж не соответствовали присвоенному ему званию инженер-капитана истёртые солдатские обмотки. Ваня работал отлично. Это с ним нам повезло стать невольными участниками ликвидации вражеского склада боеприпасов в боях под Гомелем.
Он приехал в Сталинград в августе месяце, когда шли бои на ближних подступах к городу. В то время он был необстрелянный, сугубо штатский человек, который даже не знал, как правильно подпоясывать ремнём шинель.
Во время Курской битвы снимал в киногруппе Центрального фронта, затем 1-го Белорусского фронта.
В конце ноября 1943 года, возвращаясь вместе с А. Козаковым из посёлка Поныри c очередного задания, не доезжая до Климово 35—40 километров, на объезжей дороге их грузовая машина подорвалась на мине, водитель был убит на месте. С опозданием раненых удалось доставить в госпиталь только на следующий день, Малов скончался от начавшейся гангрены 1 декабря 1943 года в 85-м офицерском госпитале в Климово.
Похоронен в Новозыбкове (Брянская область) на городском кладбище № 1 на ул. Красная (ныне — братская могила 287 воинов). Погребение состоялось 5 декабря 1943 года.
Кадры, снятые Маловым, кроме фильмов выходили в рубрике «Репортаж с фронтов Великой Отечественной войны» «Союзкиножурналов» 1942—1943 годов, а также спецвыпусках кинохроники.

### Семья
- жена — Екатерина Порфирьевна Борисова (1909— ?), актриса, во время Великой Отечественной войны работала на киностудии «Союздетфильм» в Сталинабаде, позже работала на радио; в браке с Маловым с 1936 года;
  - дочь — Татьяна Ивановна Малова (род. 1939)[4].

## Фильмография
- 1940 — Брат героя
- 1943 — Битва за нашу Советскую Украину (в соавторстве; в титрах не указан)
- 1943 — Орловская битва (в соавторстве)
- 1943 — Сталинград (в соавторстве)

## Награды
- медаль «За оборону Сталинграда» (1943);
- вторая премия Комитета по делам кинематографии СССР за лучшую боевую киносъёмку фронтовых кинооператоров — во время боёв за Гомель[6]
- орден Отечественной войны I степени (22 февраля 1944; посмертно)[6].

## Память
- имя И. Малова увековечено на мраморной доске памяти, что находилась на ЦСДФ, Лихов пер., 6 — в память о 43-х работниках студии, погибших на фронтах Великой Отечественной войны при выполнении профессионального долга[4][комм. 7];
- имя И. Малова увековечено на мемориальной доске в московском Доме кино — среди кинематографистов, погибших в годы Великой Отечественной войны[19];
- фрагменты воспоминаний об И. Малове М. Посельского в онлайн-проекте Музея кино «Цена кадра»[20].

## Комментарии
1. ↑  В справочнике «Операторы советского кино», изданном в 2011 году, датой рождения И. Ф. Малова ошибочно указано 10 (23) февраля 1907 года[1]. Оттуда же неверная дата позднее перешла в «Создатели фронтовой кинолетописи» (2016)[2] и «Плачьте, но снимайте!» (2018)[3].
2. ↑  Приказом Комитета по делам кинематографии при СНК СССР «Союздетфильм» c частью сотрудников и членами их семей была эвакуирован в Сталинабад на базу Сталинабадской студии художественных фильмов[5].
3. ↑  Согласно другой версии, служил в Красной армии с июля 1941 года[2], что, вероятно, связано с однофамильцем, но другого года рождения.
4. ↑  Речь об удавшейся совместной съёмке во время испытания длиннофокусной оптики, изготовленной главным инженером Центральной студии кинохроники И. Б. Гордийчуком[11].
5. ↑  В справочнике «Операторы советского кино» (2011) гибель И. Ф. Малова ошибочно датируется июлем 1943 года[1], брянские краеведы Е. В. Свистов и А. А. Улезько в своей монографии допускают ту же ошибку, найдя полного тёзку И. Ф. Малова на сайте Союза журналистов России[15], между тем в Музее кино находятся на хранении подлинные монтажные листы, датированные августом, сентябрём 1943-го[16], а также октябрём и ноябрём (папка «Монтажные листы кино-операторов Центральной студии кинохроники на сюжеты, снятые в дни Отечественной войны 1943 г. (оригиналы военного отдела с № 1300 по № 1698)»[4].
6. ↑  Дату погребения приводит в своих воспоминания А. Козаков, находившийся в то время в госпитале, но вероятно узнавший об этом от бывшего там М. Посельского[9].
7. ↑  После передачи здания ЦСДФ в 2005 году РПЦ доску «Вечная слава павшим за Родину 1941—1945» неоднократно перевозили по новым адресам, а после окончательной ликвидации студии в марте 2017 года мемориальная доска находилась на хранении в Дом ветеранов кино в Матвеевском. С 2020 года доска находится в экспозиции Музея кино[18].